# Cobusca Nouă
Cobusca Nouă è un comune della Moldavia situato nel distretto di Anenii Noi di 1.701 abitanti al censimento del 2004